# Sergio Ahumada
Sergio Ahumada Bacho (Coquimbo, 1948. október 2. –) chilei válogatott labdarúgó. 

## Pályafutása

### Klubcsapatban
Pályafutása során több klubcsapatban is megfordult. 1970 és 1974 között a Colo-Colo játékosaként kétszer nyerte meg a chilei bajnokságot.

### A válogatottban
1973 és 1977 között 20 alkalommal szerepelt az chilei válogatottban és 2 gólt szerzett. Részt vett az 1974-es világbajnokságon, ahol az NDK elleni csoportmérkőzésen gólt szerzett, amivel kialakult az 1–1-es végeredmény. Tagja volt az 1975-ös Copa Américan részt vevő válogatott keretének is.

## Sikerei, díjai
Colo-Colo
- Chilei bajnok (2): 1970, 1972
- Copa Libertadores döntős (1): 1973

Unión Española
- Chilei bajnok (1): 1975
- Copa Libertadores döntős (1): 1975

Everton
- Chilei bajnok (1): 1976

## Külső hivatkozások
- Sergio Ahumada – a FIFA adatbázisában
- Sergio Ahumada adatlapja a National-Football-Teams.com oldalon (angolul)

- Sergio Ahumada (spanyol nyelven). solofutbol.cl